# 중화민국 임시정부 (1937년~1940년)

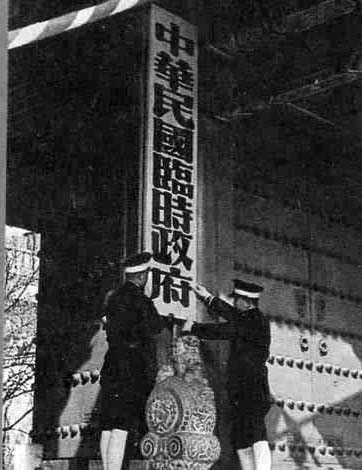
1937년 12월 14일, 중난하이에서 발표한 중화민국 임시정부.

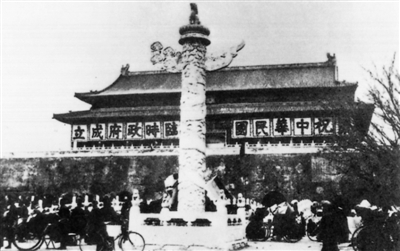
1937년 천안문 앞의 정부 수립을 팔표하는 모습.

중화민국 임시정부(중국어 정체자: 中華民國臨時政府, 간체자: 中华民国临时政府, 병음: Zhōnghuá Mínguó Línshí Zhèngfǔ, 일본어: ちゅうかみんこくりんじせいふ 추우카민코쿠린지세이후)는 1937년부터 1940년까지 중일 전쟁 기간 임시정부로 탄생한 일본 제국의 괴뢰 정권이다.

## 역사
일본군이 허베이를 점령한 이후, 일본 제국의 대본영은 중국 본토와 만주국 사이 완충 지대를 두기 위해 일본의 괴뢰국의 형태로 부역 저원을 세운다는 전략을 세웠다. 이 정권은 명목상 허베이성, 산둥성, 산시성 (산서성), 허난성, 장쑤성을 통치할 예정이었다.
중화민국 임시정부는 1937년 12월 14일 수도를 베이징으로 하여 전 중국 국민당 재무부 장관인 왕커민이 행정위원장으로 취임하며 수립되었다.
임시정부 수립 활동은 매우 신중하게 이루어졌고 전 과정에서 북지나방면군(北支那方面軍)의 고문이 감독했다. 하지만 일본군은 임시정부에게 실질적인 권한을 주지 않아 현지 주민들의 불신을 초래하였으며, 제한적인 선전 용도로만 사용되었다.
중화민국 임시정부는 1940년 3월 30일에 중화민국 유신정부와 병합하여 왕징웨이의 왕징웨이 정권으로 병합했으나, 실질적으로는 사실상 중일전쟁 끝까지 화북정무위원회 (華北政務委員會) 라는 이름으로 독립하여 활동하였다.

## 임시정부 육군
첫 번째 임시 정부의 군은 경찰 5,000명을 기반으로 했다. 임시정부 육군은 1938년 5월 퉁저우 구의 일본 제국이 운영하는 군사 아카데미 조직에서 창설되었다. 부사관이 1939년 2월에 6개월간의 훈련을 시작하고, 1939년 9월 공식적으로 군대 형성을 발표했다. 처음 육군은 새로 훈련한 장교가 군사 작전을 맡을 수 있을 때까지 전 국민당 장교 미 부사관이 이를 맡았다.
육군은 8개 보병 연대 13,200명으로, 1개 연대당 1,650명을 배치했다. 연대 6개는 각각 2개 연대 당 3개 여단으로 구성되었고 일본 제국의 고문 하에 중국 소장의 지휘 하에 있었다. 또한, 왕커민의 일본 경호원이 모두 사망한 이후 400명이 모여 정부 관계자를 보호하기 위한 보디가드로 배치되었다.

## 참고 문헌
- Black, Jeremy (2002). 《World War Two: A Military History》. Routeledge. ISBN 0-415-30535-7.
- Brune, Lester H. (2002). 《Chronological History of US Foreign Relations》. Routeledge. ISBN 0-415-93916-X.
- Jowett, Phillip S. (2004). 《Rays of the Rising Sun, Vol. 1》. Helion and Company Ltd. ISBN 1-874622-21-3.
- Wasserman, Bernard (1999). 《Secret War in Shanghai: An Untold Story of Espionage, Intrigue, and Treason in World War II》. Houghton Mifflin. ISBN 0-395-98537-4.
- Li, Lillian M.; Dray-Novey, Alison J.; Kong, Haili (2007). 《Beijing: From Imperial Capital to Olympic City》. New York: Palgrave Macmillan. ISBN 0-230-60527-3.

## 같이 보기
- 중국 부역군
- 대동아공영권